# Station Wien Floridsdorf
Station Wien Floridsdorf is een belangrijk knooppunt voor openbaar vervoer in het noordelijke stadsdeel Floridsdorf van de Oostenrijkse hoofdstad Wenen. Naast regionale en S-Bahn-treinen stoppen hier ook metro's, trams en bussen. Sinds 4 mei 1996 heeft metrolijn U6 hier zijn noordelijke eindpunt onder de stationshal. Bussen en trams stoppen ten westen van het station naast overdekte perrons.
- Virtual International Authority File: 239459098
- WorldCat: E39PBJg4phCKQTpDvpB4rxqhHC